# Puxieux
Puxieux település Franciaországban, Meurthe-et-Moselle megyében. Lakosainak száma 221 fő (2022. január 1.). Puxieux Chambley-Bussières, Mars-la-Tour, Sponville, Tronville és Xonville községekkel határos.

## Népesség
A település népességének változása:
| Lakosok száma | 176  | 120  | 140  | 240  | 253  | 258  | 250  | 234  | 231  | 221  |
|               | 1968 | 1982 | 1990 | 2006 | 2013 | 2015 | 2017 | 2019 | 2020 | 2022 |